# Tony Janssen
Tony Janssen (Genk, 5 november 1948) is een voormalig Belgisch syndicalist.

## Levensloop
Janssen doorliep zijn schoolcarrière te Bree, alwaar hij een diploma A2 elektromechanica behaalde. Vervolgens studeerde hij aan de sociale hogeschool te Heverlee, alwaar hij in 1970 afstudeerde als maatschappelijk assistent.
In 1970 ging hij aan de slag bij het ACV te Diest en een jaar later te Temse. In 1973 werd hij secretaris van de Christelijke Centrale der Metaalbewerkers van België (CCMB) voor de regio Waasland. Vervolgens werd hij in 1984 aangesteld als nationaal secretaris van ACV-Metaal (het voormalige CCMB). In 1987 volgde hij Jos Philipsen op als voorzitter van deze vakcentrale. Zelf werd hij in deze hoedanigheid in juni 2007 door Marc De Wilde opgevolgd.
In 1995 werd hij verkozen tot voorzitter van de Europese Metaalbond (EMB) in opvolging van de Brit Bill Jordan. Zelf werd hij in deze hoedanigheid in 2007 opgevolgd door de Zwitser Renzo Ambrosetti.
Hij is gehuwd met Paula Janssen, voormalig gemeenteraadslid (1977 - 2006) en schepen (1984 - 2000) voor de CVP en diens opvolger CD&V te Temse. 